# Het Smurfenpretpark
Het Smurfenpretpark is het 3de stripalbum uit de reeks Vier verhalen van de Smurfen. Het album bevat de verhalen Het pretpark van de Smurfen, De Smurfen gaan naar school, Het katje van de Smurfen en De Archeoloogsmurf.

## De verhalen

### Het pretpark van de Smurfen
Het vuurwerk op een feest van de Smurfen lokt Gargamel naar hun dorp. De Smurfen kunnen ontkomen en besluiten hem een extra lesje te geven. Ze steken opnieuw vuurpijlen af, maar deze keer net voor een ravijn. Gargamel trapt in de val en valt in de ravijn.

### De Smurfen gaan naar school
Smurfin stelt vast dat enkele Smurfen niet kunnen lezen en besluit onderwijs in te richten. De klas maakt een uitstap in het bos, maar Gargamel is daar net vallen aan het opzetten. Zijn vallen doen het echter niet en hij krijgt zelf de stenen van de val op zijn hoofd. Hij verliest zijn geheugen en de Smurfen besluiten ook hem les te geven. Na de les gaat hij naar huis en krijgt nogmaals een van zijn stenen op zijn hoofd. Hij krijgt zijn geheugen terug, maar is nu wel de weg naar de Smurfen vergeten.

### Het katje van de Smurfen
Gargamel laat een klein katje door de houthakker in het water gooien, maar de Smurfen kunnen het redden. Ze willen het dier houden en geven het een halsband waarin staat dat als de poes gevonden wordt deze moet teruggebracht worden naar de oude wilg. Gargamel vindt het poesje in een van zijn Smurfenvallen en hangt het poesje bij de wilg. Hij verkleint zichzelf een uur met een toverdrankje en kan zo de Smurfen met het poesje volgen. Hij wil de Smurfen grijpen, maar met zijn kleine gestalte lukt dat niet. De Smurfen stoppen kleine Gargamel nu zelf in een zak zoals hij met het poesje had gedaan. Hij wordt net op tijd groot als de houthakker ook hem in het water wil gooien.

### De Archeoloogsmurf
Archeoloogsmurf en Mijnsmurf vinden een schatkaart voor een schat die recht onder Gargamels huis zit. Samen met een mol graven ze naar de schat als Gargamel het huis uit is. Ze vinden een kistje en brengen het naar het dorp. De Smurfen zijn wat teleurgesteld als uit het kistje een namaakhoofdje veert: een grap van een voorvader van Lolsmurf.